# أطيش أزرق القدمين

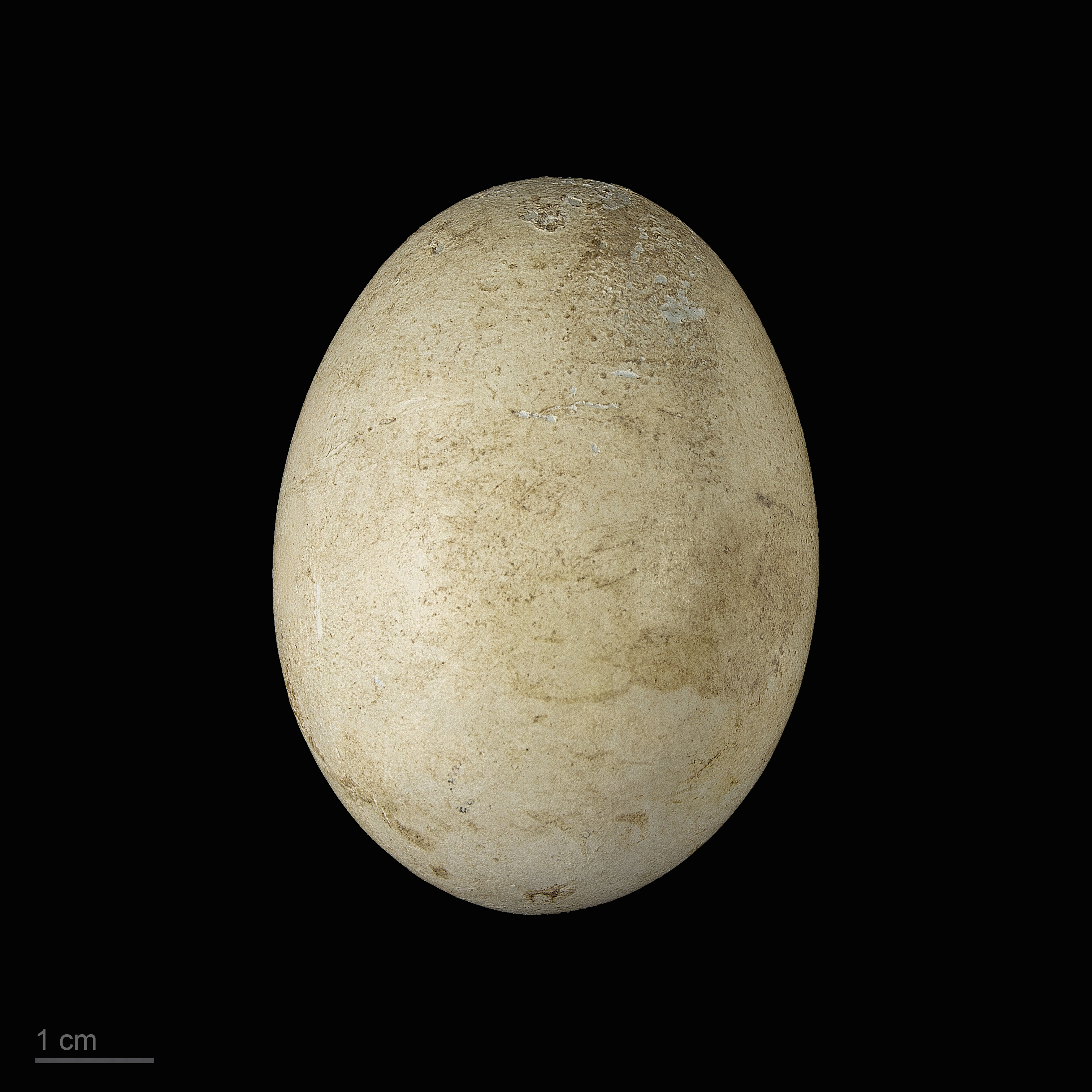
Sula nebouxii

الأطيش أزرق القدمين (بالإنجليزية: blue-footed booby)‏ هو طائر ينتمي لطيور الأطيش وهي طيور بحرية ، وسمى عادة بالمغفلون لأنها طيور خرقاء ولا تحسن المشي في اليابسة.

## التوزيع
- تم العثور على هذا الطائر على الجزر الاستوائية وشبه الاستوائية ، بما في ذلك جزر غالاباغوس وفي ولاية كاليفورنيا .

## الوصف
- تبلغ طول الأطيش أزرق القدمين 81 سم ووزنها 1.5 كغ ، والإناث أكبر قليلا من الذكور ، وله أجنحة طويلة وذيل على شكل مثلث ، أما مايميزها فهو لون قدميها الأزرق الفاتح ، وأما منقارها فيتميز بلون الأزرق الفيروز .